# Leušinský tuman
Leušinský tuman (rusky Леушинский туман) je jezero v Chantymansijském autonomním okruhu – Jugre v Rusku. Má rozlohu 114 km². Leží na západním okraji Západosibiřské roviny.

## Vodní režim
Z jezera odtéká řeka Ach, která je přítokem Kondy (povodí Irtyše). Krátkým průtokem je spojené s jezerem Středněsatytinský tuman (55 km²). Zdrojem vody jsou sněhové a dešťové srážky.

## Využití
Poblíž jezera leží sídlo městského typu Meždurečenskij.